# Scytophorus antarcticus
Scytophorus antarcticus is een zeeanemonensoort uit de familie Halcampoididae.
Scytophorus antarcticus is voor het eerst wetenschappelijk beschreven door Pfeffer in 1889.